# S-chug (Sauce)

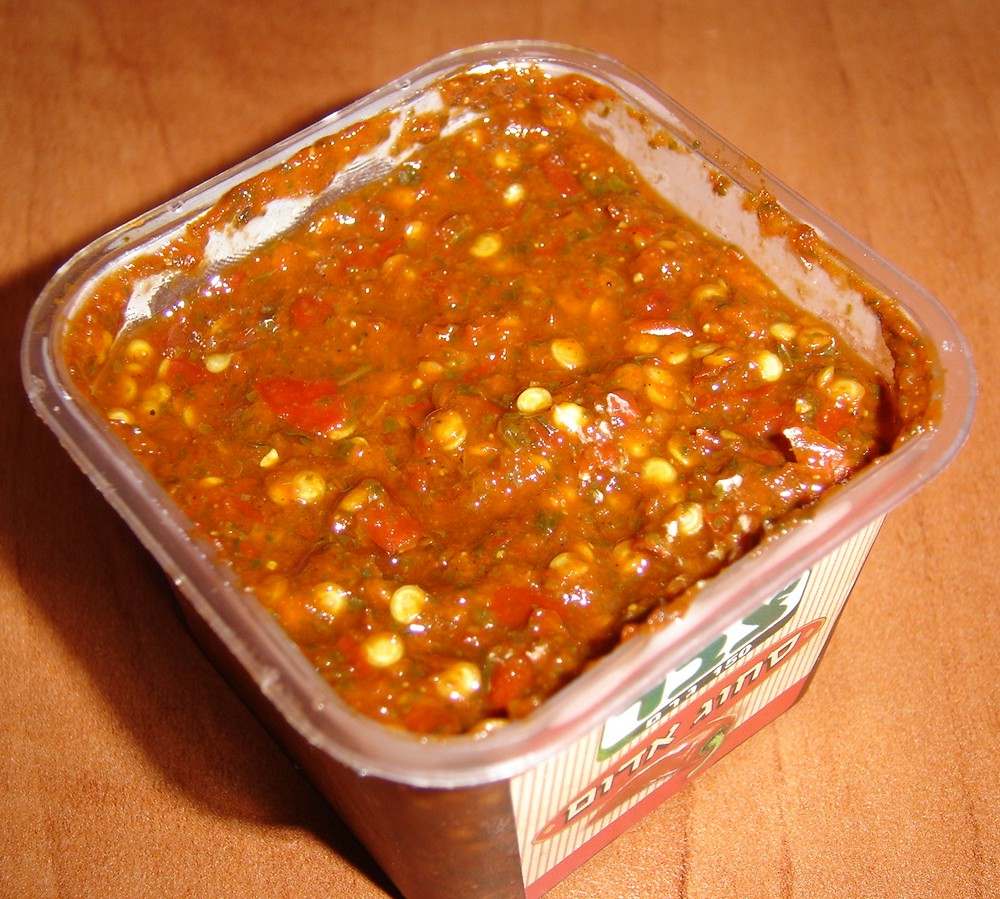
Industriell gefertigter israelischer S-chug

Der S-chug (hebräisch סחוג) bzw. Saḥawiq (arabisch سحوق, DMG Saḥawiq) ist eine besonders in der levantinischen und nahöstlichen Küche verbreitete jemenitische Würzsauce. Über jemenitische Juden kam der S-chug nach Israel, wo er sich besonderer Beliebtheit erfreut.
Je nach Rezept und Zubereitungsart unterscheiden sich die Zutaten leicht voneinander. Kernbestandteil sind Chilis, Knoblauch, Koriander und verschiedene Gewürze. S-chug adom (Roter S-chug) wird aus roten Chilis hergestellt und S-chug jarok (Grüner S-chug) aus grünen Chilis. Eine dritte Variante, S-chug chum (Brauner S-chug), besteht aus grünen Chilis und zusätzlich Tomaten. Allen gemeinsam ist die ausgeprägte Schärfe.